# Estasi clamorosa
Estasi clamorosa è il quinto album in studio della cantante italiana Donatella Rettore, pubblicato nel 1981 dall'etichetta Ariston, e ristampato in digitale (CD), nel 2002, dalla BMG/Ricordi.

## Il disco
Il lavoro, considerato il migliore tra tutti i long playing realizzati da Rettore nel corso della sua carriera, è stato anche quello più venduto, ottenendo il disco d'oro. Un altro riconoscimento ufficiale è venuto dal brano Donatella (pubblicato sul lato A dell'unico singolo estratto dall'album, con Clamoroso sul lato B), che nell'estate di quello stesso anno si aggiudica la vittoria al Festivalbar, sfiorata l'anno precedente. All'album collaborano, tra gli altri, Tullio De Piscopo alla batteria e alle percussioni, con ai cori Silvano Fossati nonché Kim e Truz, due membri dei Kim & The Cadillacs. 
Il brano Estasi è stato re-interpretato in ClonAzioni - Tutti pazzi per Rettore, il tributo a lei dedicato nel 2002, che ne contiene due differenti versioni: la prima, più fedele all'originale, è stata realizzata da Andy, ex del duo dei Bluvertigo; la seconda consiste invece in una rivisitazione vocale, piuttosto libera, ad opera della Polifonica S. Cecilia di Sassari, intitolata Dona eis recta - Estasi (il tributo include anche la cover di Donatella, cantata da Modho).
Il brano Remember è una delle due tracce scritte da Elton John e dal suo paroliere Bernie Taupin.
L’album contiene anche un altro brano in lingua inglese, Gotta go, il cui testo in italiano, scritto da Rettore (la versione italiana s'intitolava Gola giù-liva, che resta come sotto-titolo della stesura finale), è stato adattato da Susan Duncan-Smith, mentre la musica è di Claudio Rego, che, assieme alla cantante, firma tutti i pezzi del disco tranne Remember.
L'album ha ricevuto il disco d'oro per le vendite.

## La copertina
Sulla copertina compare una foto tratta da un servizio fotografico con le note che, descrivendo la situazione, riportano la seguente frase: «Ringraziamo l'équipe Deligio-Tarallo per essere riuscita a realizzare il servizio fotografico a tempo di record prima che le sostanze argentee cosparse sul corpo di Rettore potessero provocare una inevitabile e pericolosa intossicazione»!

## Tracce
Lato A
1. Diva – 4:08
2. Curiosa – 3:06
3. Mamma – 3:37
4. Estasi – 3:48
5. Donatella – 3:12

Lato B
1. Gotta go (Gola giù-liva) – 3:03
2. Meteora – 3:43
3. Il filo della notte – 3:05
4. Clamoroso – 2:51
5. Verrò – 3:07
6. Remember – 4:10 (Elton John, Bernie Taupin)

## Formazione
- Donatella Rettore – voce, cori
- Claudio Rego – chitarra, cori, kazoo, vibrafono, batteria, percussioni
- Gaetano Leandro – tastiera
- Sergio Farina – chitarra
- Gigi Cappellotto – basso
- Walter Calloni – batteria
- Massimo Luca – chitarra acustica
- Oscar Rocchi – pianoforte
- Tullio De Piscopo – batteria
- Fred Ferrari – organo Hammond
- Cosimo Fabiano – basso
- Pinuccio Pirazzoli – chitarra elettrica, cori, tastiera, pianoforte, basso
- Gianni Zilioli – marimba
- Claudio Pascoli – sassofono baritono
- Sergio Rigon – sassofono baritono
- Danilo Franchi, Silvano Fossati, Graham Johnson, Kim e Trutz – cori

## Classifiche
| Classifica (1981) | Posizione massima |
| ----------------- | ----------------- |
| Italia            | 8                 |